# Peter Stoltenberg
Peter Stoltenberg (* 1949 in Bad Segeberg) ist ein deutscher Politiker (Bündnis 90/Die Grünen). Von 2013 bis 2015 war er Landesvorsitzender von Bündnis 90/Die Grünen Schleswig-Holstein.

## Biographie
Nach dem Abitur 1968 studierte Peter Stoltenberg Landwirtschaft an der Christian-Albrechts-Universität zu Kiel mit dem Schwerpunkt „Wirtschafts- und Sozialwissenschaften des Landbaus“. Er schloss das Studium 1974 als Diplom-Agraringenieur ab.
Von 1976 bis 2013 war Stoltenberg als selbständiger Landwirt in Seedorf (Kreis Segeberg) tätig. 1989 stellte er seinen Betrieb auf Biolandbau um. Von 1992 bis 2008 war übte er verschiedene Ehrenämter im Anbauverband Bioland aus.

## Politik
2004 trat Peter Stoltenberg der Partei Bündnis 90/Die Grünen bei. Seit 2011 ist er Sprecher des Grünen-Kreisverbandes Segeberg. Von März 2013 bis Mai 2015 war Peter Stoltenberg neben Ruth Kastner Landesvorsitzender der Grünen in Schleswig-Holstein.
Von 2008 bis 2013 gehörte Stoltenberg dem Kreistag des Kreises Segeberg und vertrat den Kreis im Schleswig-Holsteinischen Landkreistag.
Bei den Landtagswahlen 2012 und 2017 trat Peter Stoltenberg für die Grünen als Direktkandidat im Wahlkreis Segeberg-Ost an, ebenso bei der Bundestagswahl 2013 im Wahlkreis Segeberg – Stormarn-Mitte.